# Rathaus (Narva)
Koordinaten: 59° 22′ 46″ N, 28° 11′ 56″ O

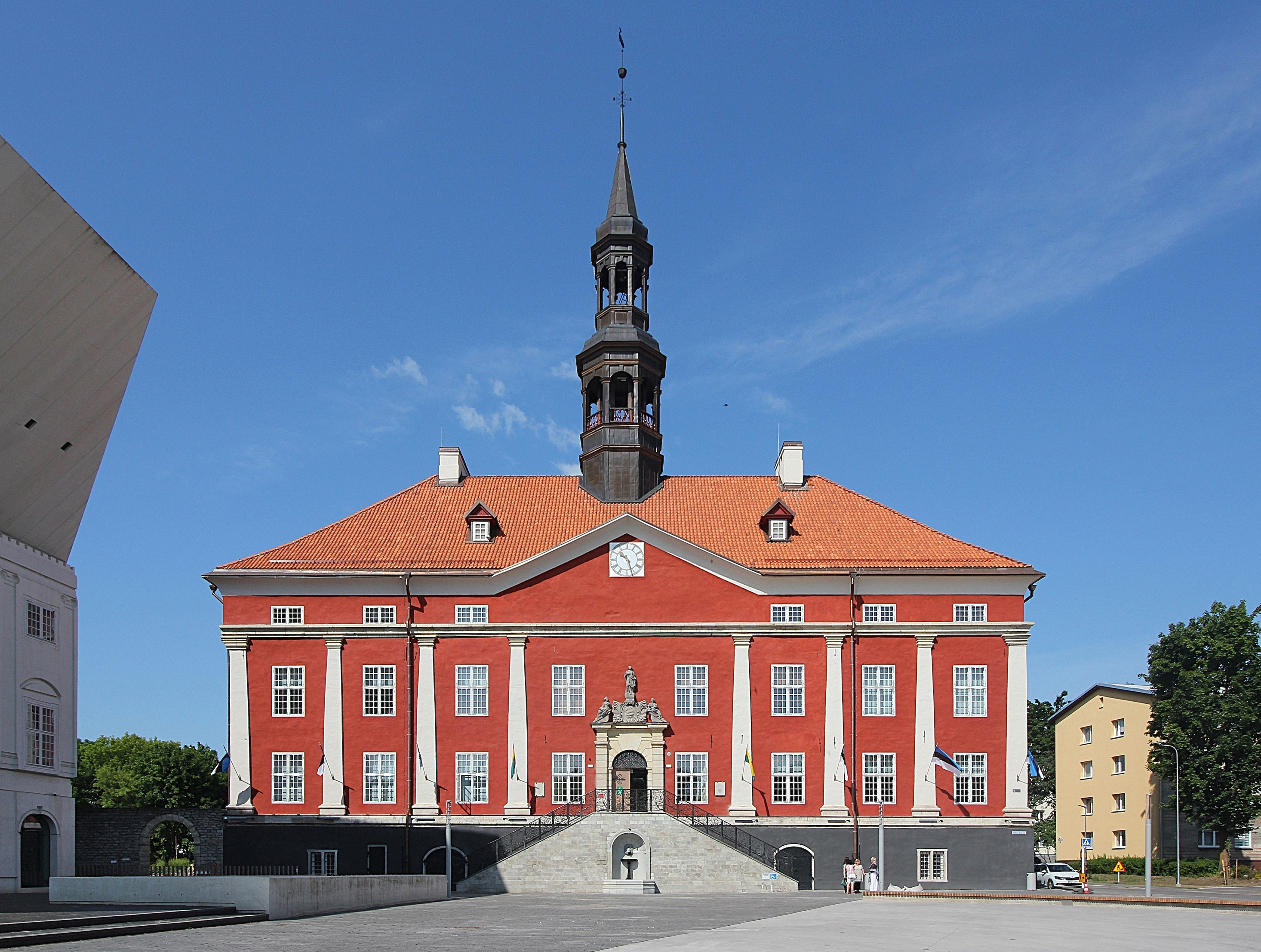
Blick vom Rathausplatz auf die Hauptfassade (2023)

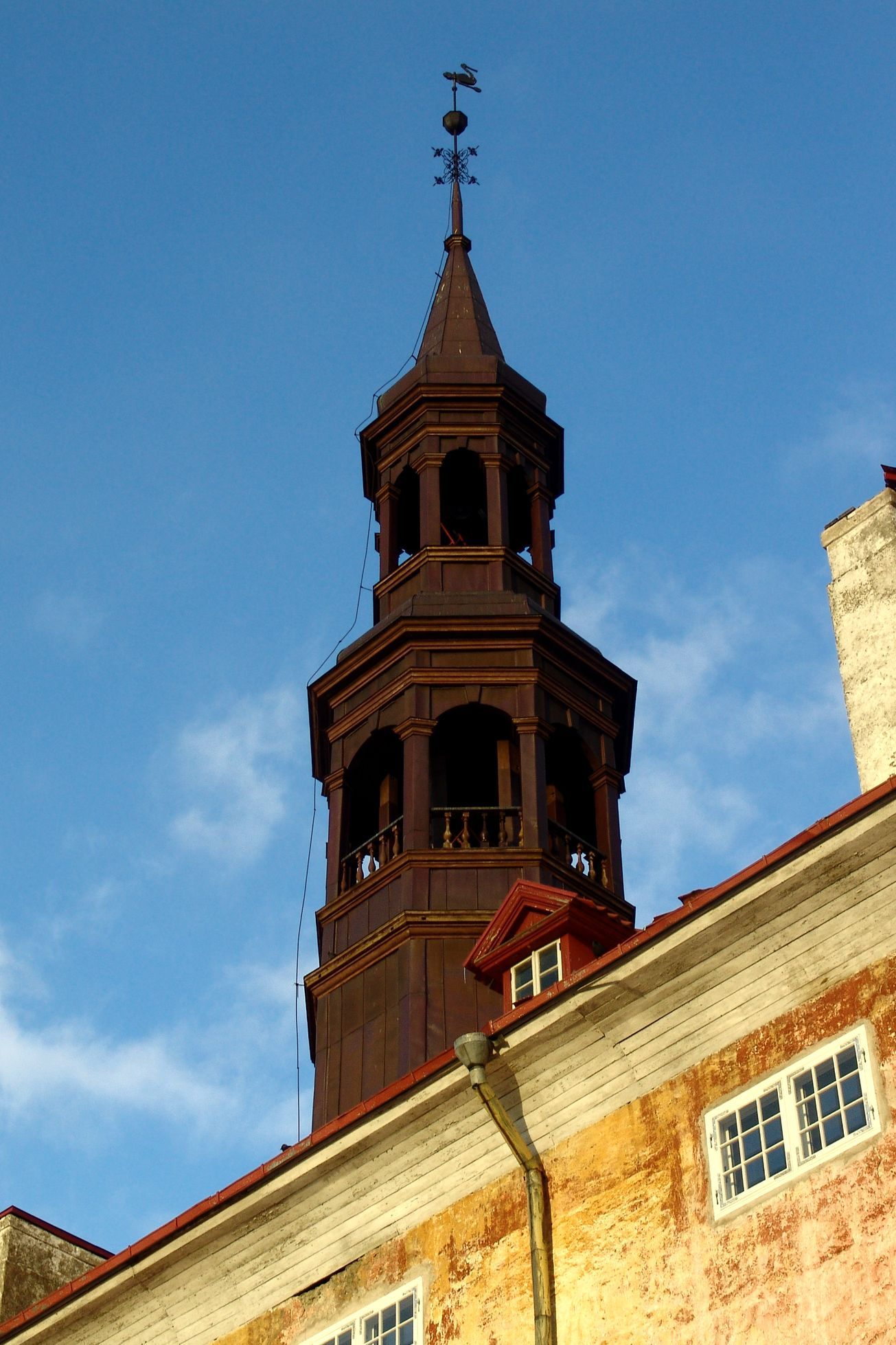
Der Turm mit Wetterfahne

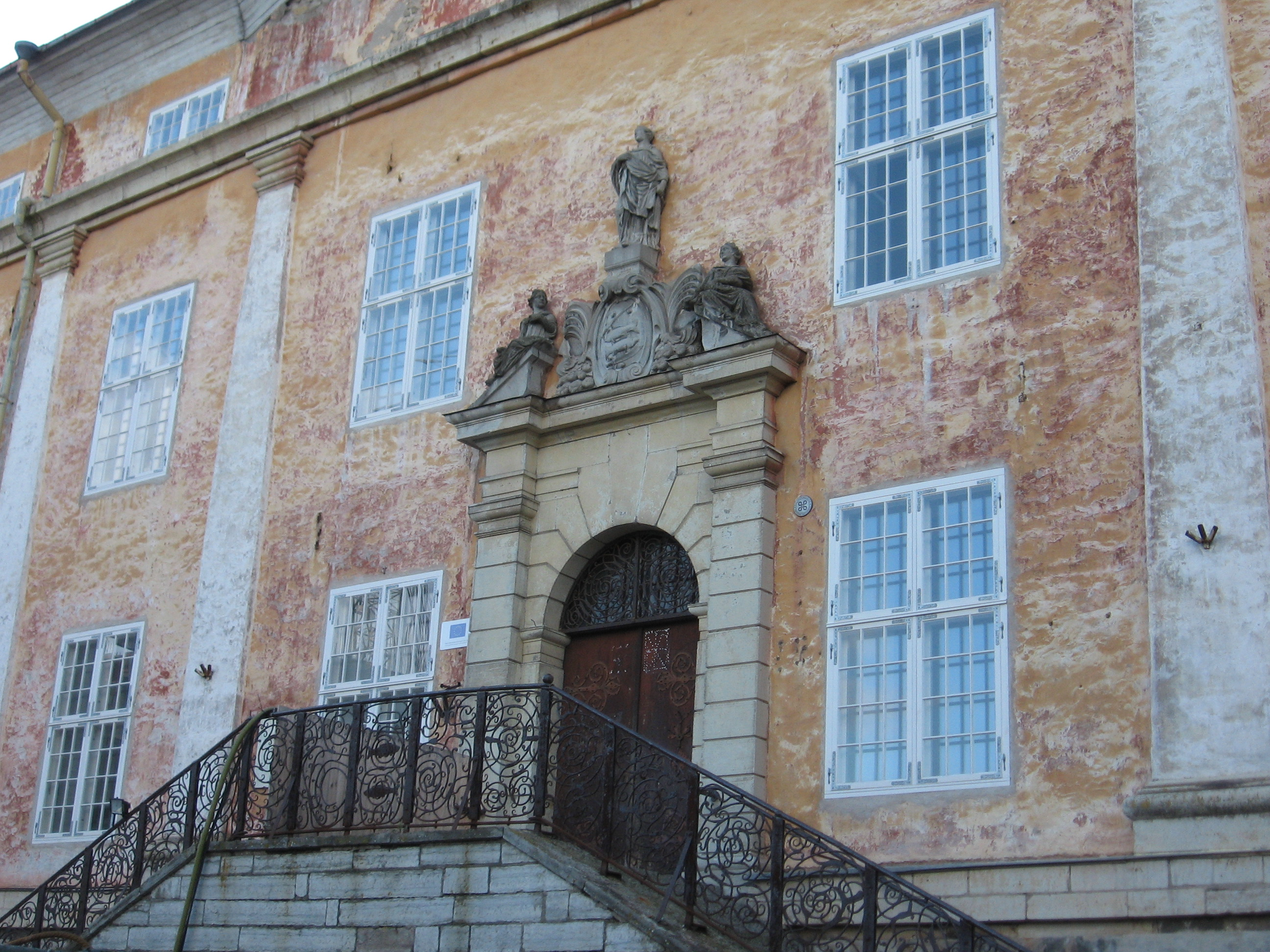
Hauptportal mit drei allegorischen Figuren und dem Stadtwappen (2011)

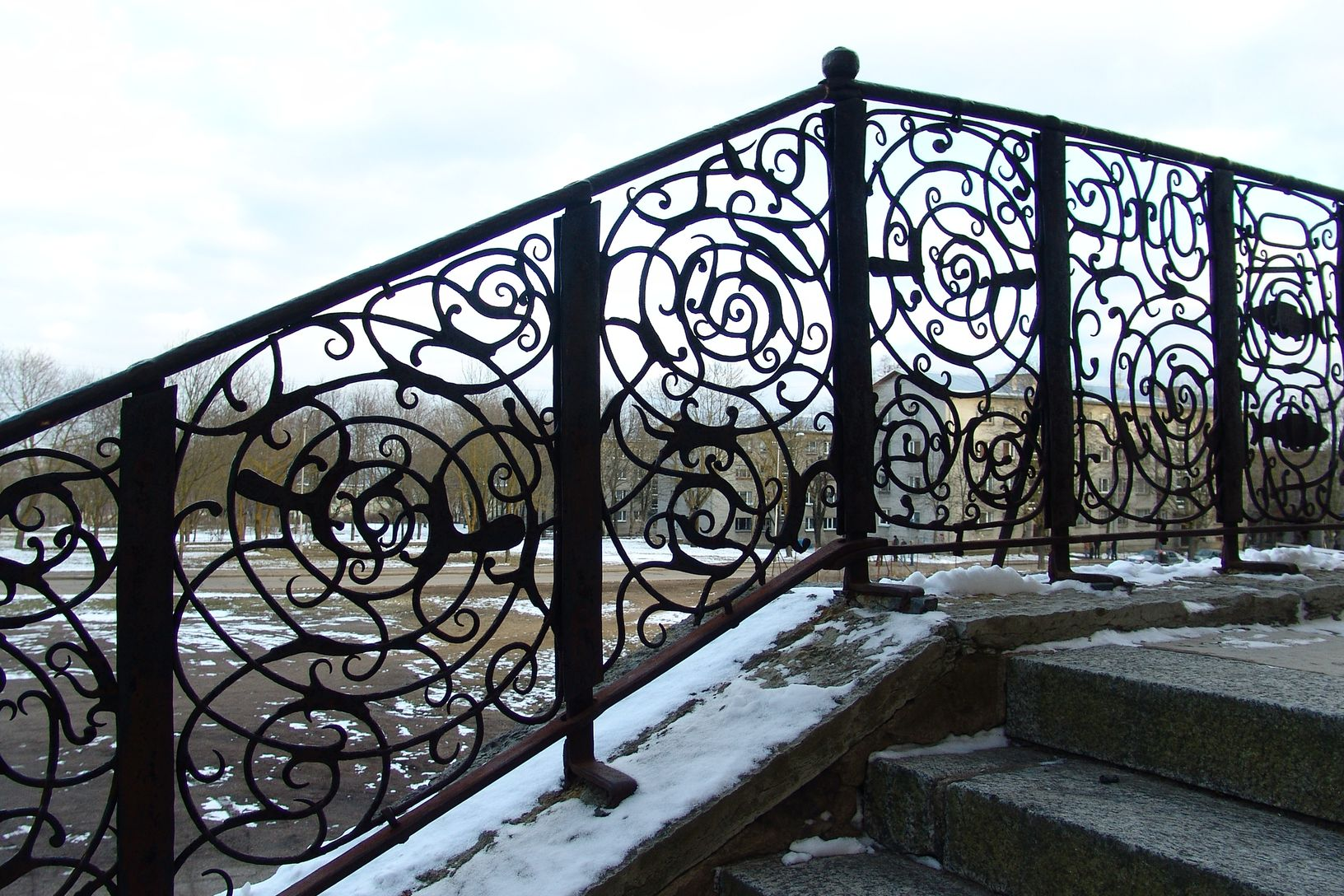
Blick über das 1687 fertiggestellte Treppengeländer auf den Rathausplatz

Das Rathaus in Narva (estnisch Narva raekoda) ist eines der Wahrzeichen der drittgrößten Stadt Estlands. Es wurde ursprünglich zwischen 1668 und 1671 nach Plänen des Lübecker Baumeisters Georg Teuffel errichtet. Das barocke Rathaus mit starken klassizistischen Elementen ist eines der wenigen Gebäude Narvas, die nach der vollständigen Zerstörung der Stadt 1944 wiederaufgebaut wurden.

## Lage
Vor dem Gebäude erstreckt sich der großzügig angelegte Rathausplatz (Raekoja plats). In unmittelbarer Nähe zum Rathaus standen die Börse (1695–1704), die Stadtapotheke sowie die Wohnhäuser der schwedischen Oberschicht. Alle Gebäude wurden 1944 zerstört. An der Südseite des Platzes wurde nach 2010 das Gebäude des Narvaer Kollegs der Universität Tartu errichtet.

## Geschichte
Ab der zweiten Hälfte des 16. Jahrhunderts erlebte die Stadt Narva eine Blütezeit im Handel mit Russland. Der Ostsee-Hafen bot günstige Bedingungen für die reiche Kaufmannschaft und warf hohe Gewinne ab.
1629 fiel Estland im Vertrag von Altmark endgültig an die schwedische Krone. Zwei große Feuer in der ersten Hälfte des 17. Jahrhunderts zerstörten die Stadt. Anschließend konnte Narva aber weitgehend an seine vorherige Position im Russland-Handel anknüpfen. Das Verbot der schwedischen Behörden, in der Stadt Holzbauten zu errichten, prägte von nun an das Bild. Immer mehr barocke Steinhäuser entstanden. Vorbilder waren die holländischen und norddeutschen Städte.
In der zweiten Hälfte des 17. Jahrhunderts beauftragte der Rat der Stadt den Lübecker Architekten Georg Teuffel, der bereits im Baltikum tätig war, mit Plänen für ein neues, repräsentatives Rathaus. Es sollte das Zentrum der Stadt bilden.
1665 legte Teuffel dem Rat ein erstes Modell vor. Es wurde in die Hauptstadt Stockholm geschickt und dort mit einigen Änderungen angenommen. Die Umgestaltungen stammen vor allem von dem Stockholmer Architekten Nicodemus Tessin d. Ä. (1615–1681).
Der Baumeister Zacharias Hoffmann (d. Ä.) setzte den Entwurf in Narva um. Ihn unterstützten der Architekt J. Bischoff und der Steinmetz H. Oracker. Die Innenarbeiten setzten sich bis 1675 fort. Die Steintreppe von 1681 ist ein Werk des Meisters J. Hecht.
In den deutsch-sowjetischen Kämpfen des Zweiten Weltkriegs wurde die Stadt Narva im Gefolge der Schlacht um den Brückenkopf von Narva 1944 dem Erdboden gleichgemacht. Auch das Rathaus wurde stark beschädigt. Nur das Fundament und die Steintreppe blieben erhalten.
Die Fassade und das Vestibül des Rathauses wurde in den 1960er Jahren wieder aufgebaut. Das Gebäude diente zunächst als Pionierpalast. Seit Wiedererlangung der estnischen Unabhängigkeit steht es leer. Gelegentlich finden in dem Haus Empfänge und Kulturveranstaltungen statt.
1995 wurden Dach und Turm erneuert. Die Rathausuhr an der Hauptfassade wurde 2003 restauriert.
Das Rathaus ist neben einigen wenigen Wohnhäusern in der Koidula-Straße das einzige erhaltene Gebäude des 17. Jahrhunderts der ehemaligen Barockstadt Narva.

## Beschreibung
Das Rathaus ist eines der ersten Barock-Bauten Estlands. Das Gebäude ist dreigeschossig. Das Sockelgeschoss ist niedrig gehalten. Acht Wandpilaster betonen den repräsentativen Charakter des Hauptgeschosses. In der Mittelachse sieht man über einem prächtigen Portal das Stadtwappen von Narva mit zwei Fischen und zwei Schwertern, einen Giebel mit der Rathausuhr und den schlanken Holzturm. Auf der Turmspitze befindet sich eine Wetterfahne mit dem Bildnis eines Storchs. Das Tier gemahnt der Wachsamkeit der Ratsherren. Die Wetterfahne wurde 1671 von dem Malermeister D. Grabben vergoldet.
Zum Hauptportal auf der Mittelachse führt eine doppelläufige Freitreppe in Dreiecksform. Das Geländer war ursprünglich vergoldet. Das Eingangsportal von 1686 wird von drei allegorischen Figuren geschmückt, die Weisheit, Gerechtigkeit und Mäßigung symbolisieren. Das Portal wurde in Stockholm vermutlich von dem schwedischen Bildhauer Nicolaes Millich (tätig zwischen 1669 und 1685) oder seinem Schüler P. Schulz gefertigt.
Durch das Portal gelangt der Besucher in das Vestibül des Rathauses. Die Holzdecke war mit Akanthusornamenten verziert. Eine Treppe führte vom Vestibül ins darüber gelegene Stockwerk mit dem Ratssaal. Den Saal zierten barocke Deckengemälde mit den lateinischen Inschriften Vivens moriens, Semper ubique, Victoria und Loco et tempere.